# P. Jackson Darlington Jr.
Philip Jackson Darlington Jr. (Filadelfia, 14 de noviembre de 1904-Cambridge, 16 de diciembre de 1983) fue un entomólogo, naturalista, biogeógrafo, curador de museo y profesor de zoología estadounidense. Era conocido por su habilidad para coleccionar y su dureza y determinación en las expediciones de campo.

## Biografía
Se graduó en 1922 en Phillips Exeter Academy y luego asistió a la Universidad de Harvard, donde se graduó con una licenciatura en 1926 y una maestría en 1927. En la década de 1920 realizó varias expediciones de campo a las Indias Occidentales. De 1928 a 1929 trabajó como entomólogo para la United Fruit Company cerca de Santa Marta, Colombia. Regresó a sus estudios de posgrado en la Universidad de Harvard con una extensa colección de insectos y vertebrados, incluida una diversidad de pieles de aves, que formó la base de un artículo de 1931. Recibió en 1931 su doctorado de la Universidad de Harvard con una tesis sobre los Carabidae (escarabajos terrestres) de Nuevo Hampshire. De 1931 a 1932 fue miembro de la expedición australiana de Harvard (1931-1932) dirigida por William Morton Wheeler (su asesor de tesis) y regresó con una colección de una gran cantidad de insectos y 341 mamíferos.
Fue un miembro clave de la expedición australiana de Harvard (1931-1932), compuesta por seis hombres, enviada en nombre del Museo de Zoología Comparada (MCZ) con el doble propósito de conseguir especímenes australianos para completar su serie y dedicarse al "estudio de los animales de la región cuando están vivos". La misión fue un éxito y más de 300 especímenes de mamíferos y miles de insectos regresaron a  Estados Unidos. Su compañero William E. Schevill informó que "la habilidad ingeniosa y la industria del Dr. Darlington habían reunido, de Nueva Gales del Sur y Queensland, no sólo una gran colección de insectos, sino también más de trescientos cincuenta mamíferos, que representan más de sesenta especies, así como unas cincuenta especies de aves; además, tenía unas doscientas cincuenta especies de reptiles y anfibios."
Después de su regreso de la expedición, fue nombrado curador asistente de insectos del MCZ, posteriormente curador Henry Clinton Fall de Coleopteras, y desde 1951 hasta su jubilación en 1971, curador de insectos. También fue profesor de zoología Alexander Agassiz en la Universidad de Harvard desde 1962 hasta su jubilación en 1971.
Tras la entrada de Estados Unidos en la Segunda Guerra Mundial, se alistó como entomólogo del Cuerpo Sanitario con el rango de primer teniente en el Cuerpo del Servicio Médico del Ejército de los Estados Unidos. Sirvió en el Sexto Ejército durante la Operación Cartwheel y campañas posteriores antes de retirarse como mayor en abril de 1944. Antes de partir de Nueva Guinea, pudo recolectar muchos especímenes de escarabajos terrestres y otros insectos.

### Vida personal
En 1942, se casó con Elizabeth Koch, quien más tarde lo acompañó en muchas de sus expediciones de campo. La pareja y su hijo, Philip Frederick Darlington, pasaron dieciocho meses entre 1956 y 1957 para un estudio de campo, acampando desde un camión en el interior de Australia.

## Fama científica
Darlington presentó una teoría que desafiaba la teoría de la dominancia faunística de 1915 de William Diller Matthew.

La contribución más importante de Darlington a la ciencia fue su teoría del origen tropical de los grupos de vertebrados dominantes en el Viejo Mundo. Primero esbozó esta formulación, que influiría en la investigación en zoogeografía durante una generación, en The Quarterly Review of Biology de 1948, y luego la presentó de gala en su texto de 1957, 'Zoogeografía: la distribución geográfica de los animales'.

## Premios y honores
- Becario Guggenheim para el año académico 1947-1948[10]
- Becario Guggenheim para el año académico 1956-1957 [10]
- Medalla Daniel Giraud Elliot (1957)
- Miembro de la Academia Estadounidense de Artes y Ciencias (1962)[11]
- Miembro de la Academia Nacional de Ciencias de los Estados Unidos (1964)

## Legado
Se conmemora con los nombres científicos de cuatro especies de lagartos: Anolis darlingtoni, Celestus darlingtoni, Sphaerodactylus darlingtoni y Sphenomorphus darlingtoni.